# 거제 학산리 지석묘
거제 학산리 지석묘(巨濟 鶴山里 支石墓)는 대한민국 경상남도 거제시 둔덕면 학산리에 있는 고인돌이다. 1998년 11월 13일 경상남도의 기념물 제208호 학산리 지석묘로 지정되었다가, 2018년 12월 20일 현재의 명칭으로 변경되었다.

## 개요
지석묘는 청동기시대의 대표적인 무덤으로 고인돌이라고 부르며, 주로 경제력이 있거나 정치권력을 가진 지배층의 무덤으로 알려져 있다.
우리나라의 고인돌은 4개의 받침돌을 세워 돌방을 만들고 그 위에 거대하고 평평한 덮개돌을 올려 놓은 탁자식과, 땅 속에 돌방을 만들고 작은 받침돌을 세운 뒤 그 위에 덮개돌을 올린 바둑판식으로 구분된다.
이 고인돌은 국도와 학산리 아사 마을 진입로가 서로 만나는 곳의 밭에 자리하고 있다. 모두 4기가 놓여 있는데 남쪽에 있는 것부터 첫번째는 길이 3.55m, 너비 2.5m이며, 두번째는 길이 1.45m, 너비 1.15m이다. 그리고 세번째는 길이 2.8m, 너비 1.3m이고, 마지막은 1.3m, 너비 1.5m이다.

## 참고 자료
- 거제 학산리 지석묘 - 국가유산청 국가유산포털